# Union juive française pour la paix
L’Union juive française pour la paix (UJFP) est une organisation juive laïque, universaliste et antisioniste s'opposant à l'occupation des territoires palestiniens par Israël.

## Historique
Affiliée à l'Union juive internationale pour la paix, l'Union juive française pour la paix est une association loi de 1901 fondée à Paris, lors de la fête de Pessa'h, en avril 1994 par Richard Wagman,.
Fondée dans le contexte des accords d'Oslo, elle connait plusieurs centaines d'adhésions avec l'arrivée au pouvoir d'Ariel Sharon en Israël.
Depuis 2006, l'UJFP publie une revue trimestrielle, De l'autre côté.
L'UJFP représente un courant internationaliste qui a toujours existé dans la population juive,.
Selon la sociologue Martine Cohen, « ce sont des antisionistes qui flirtent avec l'antisémitisme, qui résument Israël à la colonisation en ignorant toute la dimension de mouvement national juif et de son histoire au XIXe siècle », affirmant que l'UJFP est souvent perçue comme « infréquentable » au sein de la communauté juive.
En 2017, l'UJFP publie le « Manifeste des enfants cachés » et dresse un parallèle entre le crime de solidarité et les enfants cachés pendant l'Occupation de la France par l'Allemagne durant la Seconde Guerre mondiale,.
En 2018, Eyal Sivan, essayiste et réalisateur franco-israélien, tourne avec l'UJFP dix vidéos pédagogiques ayant pour but de « déconstruire les stéréotypes concernant les Juifs ».
En 2022, l'UJFP intervient juridiquement en soutien au Collectif Palestine vaincra dans la procédure en référé qui conteste la dissolution de ce dernier par le gouvernement devant le Conseil d'État. La requête, également défendue par l'Union syndicale Solidaires et par l'Association France Palestine Solidarité obtient gain de cause et la dissolution est suspendue,. La requête est finalement rejetée au fond le 20 février 2025 et la dissolution confirmée,.

## Publications
- Une parole juive contre le racisme, Paris, Syllepse, 2017, 2e éd. (1re éd. 2016), 108 p. (ISBN 978-2-84950-653-0, lire en ligne).
- Dominique Natanson et Béatrice Orès (postface Richard Srogosz), Parcours de Juifs antisionistes en France, Soissons et Paris, L'échelle du temple et Syllepse, 2022, 116 p. (ISBN 979-10-399-0024-9).

## Militants connus
- André Rosevègue et Pierre Stambul sont, en 2015, les deux coprésidents de l'Union juive française pour la paix. En juin 2015, Pierre Stambul est la victime d'un swatting perpétré par le « hacker sioniste »[14] Gregory Chelli dit « Ulcan » qui, usurpant son identité et dénonçant un crime imaginaire, conduit à l'intervention du Raid au domicile du militant.
- Raymond Aubrac (†)
- Pierre Vidal-Naquet (†)
- Daniel Bensaïd (†)
- Marcel-Francis Kahn (†)
- Stéphane Hessel (†)
- Michèle Sibony
- Dominique Natanson
- Georges Gumpel[15] (†)[16], fils de déporté, partie civile au procès de Klaus Barbie